# Lauffen am Neckar
Lauffen am Neckar è un comune tedesco di 11 051 abitanti, situato nel land del Baden-Württemberg.
È nel suo territorio che il fiume Zaber sfocia nel fiume Neckar.